# Xã Hamilton, Quận Jackson, Ohio
Xã Hamilton (tiếng Anh: Hamilton Township) là một xã thuộc quận Jackson, tiểu bang Ohio, Hoa Kỳ. Năm 2010, dân số của xã này là 614 người.